# Segunda División de México 2009-10
Colibríes Temporada 2009-2010 de la Segunda División  fue la LX temporada de torneos de la Segunda División de México. Fue dividida en dos torneos cortos: El Apertura 2009 y el Bicentenario 2010, nombrado así en honor a la celebración del Bicentenario de la Independencia de México en 2010
La Segunda División Mexicana se divide en dos ligas: Liga Premier de Ascenso y Liga de Nuevos Talentos. En las dos competiciones se celebraron los torneos Apertura 2009 y Bicentenario 2010 con sus respectivos equipos.
Respecto a la temporada previa hubo dos cambios de equipos por motivos económicos o administrativos:
- Se crea la franquicia de Guerreros de Acapulco tras adquirir a Pioneros de Cancún.[1]
- El Club América adquiere los derechos federativos del CFS Manzanillo, club que es fusionado con el América Coapa dando nacimiento al América Manzanillo.

## Equipos participantes

### Liga Premier de Ascenso
Apertura 2009 / Bicentenario 2010
| - Patriotas de Córdoba - Atlético Tapatío - C. A. Eca Norte - C. F. Cuautitlán - Guerreros de Acapulco - Inter Playa del Carmen - Ocelotes UNACH - Albinegros de Orizaba - Pumas Naucalpan - Tecamachalco - Tiburones Rojos de Córdoba - Universidad Autónoma del Estado de México - Universidad del Fútbol - Altamira F. C. - Atlético San Juan FC - Bravos de Nuevo Laredo - Celaya F. C. - Cruz Azul Jasso - FC Excélsior - C. D. Irapuato - Petroleros de Salamanca - Querétaro F. C. "B" - Real Saltillo Soccer - La Piedad - Tampico-Madero - Unión de Curtidores - América Manzanillo - Búhos de Hermosillo - Cachorros U. de G. - Chivas Rayadas - Delfines de Los Cabos - Deportivo Guamúchil - Colibríes - Dorados de Los Mochis - Universidad de Colima - Gallos de Aguascalientes - Vaqueros de Nayarit - Zorros de Reynosa |

### Colibríes de Nuevos Talentos
| Apertura 2009 / Bicentenario 2010 - Alebrijes de Oaxaca - Cuautla - Deportivo Tehuantepec - Emperadores de Texcoco - Tiburones Rojos de Jalacingo - Halcones del Valle de Mezquital - Jaguares de Tabasco - Lobos Prepa - Titanes de Tulancingo - Universidad Autónoma del Estado de Hidalgo | - Alto Rendimiento Tuzo - América Coapa - Atlas - CD Oro - Estudiantes Tecos - Gallos Blancos de Izcalli - Inter de Tehuacán - América Manzanillo B - Lobos Poza Rica - Loritos Universidad de Colima - Panteras Negras de San Andres. | - CF Millonarios de la Joya - Cachorros de la UANL - Indios - Club Deportivo Apodaca - Real Saltillo Soccer - Club Deportivo Axtla - Deportivo Durango - Orinegros de Ciudad Madero - Universidad Autónoma de Tamaulipas - Universidad Autónoma de Zacatecas. |

## Resultados
| Temporada         | Campeón LPA             | Campeón LNT                                | Campeón de Filiales | Asciende a la Liga de Ascenso | Asciende a la LPA                  |
| ----------------- | ----------------------- | ------------------------------------------ | ------------------- | ----------------------------- | ---------------------------------- |
| Apertura 2009     | Universidad del Fútbol  | Universidad Autónoma de Tamaulipas         |                     |                               |                                    |
| Bicentenario 2010 | Universidad del Fútbol1 | Universidad Autónoma del Estado de Hidalgo |                     | Altamira FC2                  | Universidad Autónoma de Tamaulipas |

## Tabla de goleo individual LPA

### Apertura 2009
| Jugador | Jugador                         | Club                                      | Goles |
| ------- | ------------------------------- | ----------------------------------------- | ----- |
| 1       | Iván Canseco Gutiérrez          | Universidad del Fútbol                    | 23    |
| 2       | Carlos García Arias             | Universidad Autónoma del Estado de México | 11    |
| 2       | Eduardo García de León          | Universidad de Colima                     | 11    |
| 4       | Ricardo Elionai Rocha Escalante | Altamira FC                               | 10    |
| 4       | Oscar Miguel Saikale Velázquez  | Universidad de Guadalajara                | 10    |

### Clausura 2010
| Jugador | Jugador                              | Club                                      | Goles |
| ------- | ------------------------------------ | ----------------------------------------- | ----- |
| 1       | Iván Canseco Gutiérrez               | Universidad del Fútbol                    | 19    |
| 2       | Eliazar Vázquez Mejía                | Altamira FC                               | 13    |
| 2       | Edgar Marini Pascacio                | Ocelotes UNACH                            | 11    |
| 4       | Francisco Emmanuel Hernández Lorenzo | América Manzanillo                        | 10    |
| 4       | Carlos García Arias                  | Universidad Autónoma del Estado de México | 10    |
| 4       | Eduardo García de León               | Universidad de Colima                     | 10    |

## Tabla de goleo individual LNT

### Apertura 2009
| Jugador | Jugador                            | Club                                       | Goles |
| ------- | ---------------------------------- | ------------------------------------------ | ----- |
| 1       | Miguel Ángel González Galván       | Universidad Autónoma del Estado de Hidalgo | 16    |
| 2       | Gregorio Alejandro Arenas Martínez | Titanes Tulancingo                         | 14    |
| 3       | Juan Pablo López Ríos              | Indios                                     | 11    |
| 4       | Javier Barona Castro               | América Coapa                              | 10    |
| 4       | Marco Antonio Zapata Manzanilla    | Deportivo Durango                          | 10    |

### Clausura 2010
| Jugador | Jugador                      | Club                                       | Goles |
| ------- | ---------------------------- | ------------------------------------------ | ----- |
| 1       | Miguel Ángel González Galván | Universidad Autónoma del Estado de Hidalgo | 18    |
| 2       | Carlos Arenas Escamilla      | Lobos Prepa                                | 17    |
| 3       | Rafael Bernal Martínez       | Halcones del Valle de Mezquital            | 16    |
| 4       | Erick Álvarez González       | Lobos Prepa                                | 12    |

| Predecesor: 2008-09 | Temporadas de la Segunda División de México 2009-10 | Sucesor: 2010-11 |